# Celso Luft
Celso Pedro Luft (Montenegro, 28 de maio de 1921 – Porto Alegre, 4 de dezembro de 1995) foi um professor, gramático, filólogo, linguista e dicionarista brasileiro.

## Biografia
Celso Luft nasceu numa cidade habitada predominantemente por descendentes de imigrantes alemães, sendo o próprio Luft de origem germânica. Era filho de um professor que lhe inculcou o gosto pela música e pelas letras. Adolescente, entrou para o seminário dos Irmãos Maristas, no Instituto Champagnat, em Porto Alegre.
Era formado em Letras Clássicas e Vernáculas pela PUC-RS e fez curso de especialização em Portugal. Foi professor na UFRGS e na Faculdade Porto-Alegrense de Ciências e Letras.
Em 1954, Celso foi para a França, para fazer um curso de reciclagem profissional. Entre 1955 e 1956, realizou cursos ao lado de Lindley Cintra, em Lisboa, e curso de especialização em filologia portuguesa e linguística, na Universidade de Coimbra. Em 1957 retornou ao Brasil.
Em 1963, com quarenta anos, Celso casou-se com Lya Fett, com vinte e cinco anos, e que viria a tornar-se a escritora Lya Luft. Eles se conheceram durante uma prova de vestibular e, posteriormente, ela foi sua aluna. Celso, então conhecido como Irmão Arnulfo, abandonou a batina para casar. Eles tiveram três filhos: Suzana (1965), André (1966–2017) e Eduardo (1969).
De 1970 a 1984, manteve uma coluna diária no jornal Correio do Povo, chamada Mundo das palavras, sobre questões de linguagem. No ano seguinte, publicou Língua e Liberdade.
Em 1985, Celso e Lya se separaram, e ela passou a viver com o psicanalista e também escritor Hélio Pellegrino, falecido em 1988. Em 1992, Celso e Lya voltaram a casar. Ele morreu em dezembro de 1995, após dois anos de enfermidade.
É autor de obras largamente usadas no ensino fundamental e ensino médio.

## Obras
- Gramática resumida
- Moderna gramática brasileira
- Dicionário gramatical da língua portuguesa
- Novo manual de português
- Minidicionário Luft
- Dicionário prático de regência verbal
- Dicionário prático de regência nominal
- Dicionário de literatura portuguesa e brasileira
- Dicionário Brasileiro Globo,[3] coautor
- Dicionário brasileiro
- Dicionário de sinônimos e antônimos
- Língua e liberdade
- O romance das palavras
- Grande Manual de Ortografia Globo
- A Vírgula